# Emil Sutovsky

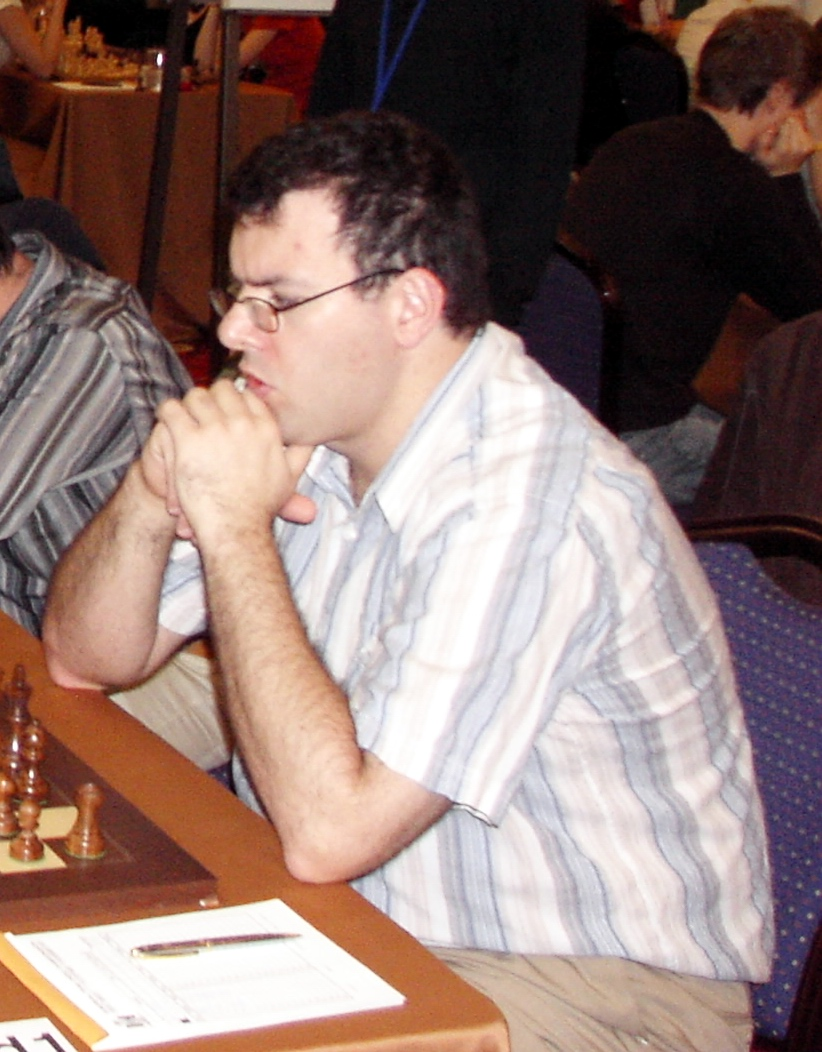
Emil Sutovsky

Emil Sutovsky (Russisch: Эмиль Давидович Сутовский, Emil Davidovitsj Soetovskij, Hebreeuws: אמיל סוטובסקי) (Bakoe, 19 september 1977) is een Azerbeidzjaans-Israëlische schaker. Hij was vier jaar toen hij leerde schaken en sinds 1996 is hij een grootmeester. Sutovsky is ook een bekende bariton. Als zanger treedt Sutovsky regelmatig op in concerten.
- In 1996 werd hij wereldkampioen bij de jeugd.
- In 1997 werd hij winnaar van de kroongroep van het eerste VAM-toernooi in [ Hoogeveen door in een vierkamp te winnen van Vasili Smyslov, Judit Polgár en Jan Timman.
- In het toernooi "Pamplona Chess", gehouden in 2003,[1] eindigde hij met 4.5 pt. uit 7 op een gedeelde eerste plaats.
- In 2000 was hij winnaar van "Hastings".
- In 2003 was hij de eerste internetschaakkampioen van Europa.
- Op 3 februari 2005 was hij in Gibraltar met 7.5 uit 10 een van de vijf winnaars van het Gibtelecom Masters, het Gibraltar Chess Festival. De andere vier waren Levon Aronian, Kiril Georgiev, Zachar Jefimjenko en Aleksej Sjirov. Er waren 120 deelnemers.[2]
- Op 24 februari 2005 won hij in Moskou met 6.5 uit 9 het open Aeroflottoernooi.

## Voorbeeldpartij
Hieronder volgt de partij Sutovsky-Tomicic gespeeld in 1994 in de schaakopening Siciliaans code B31:
1.e4 c5 2.Pf3 Pc6 3.Lb5 g6 4.Lc6 bc 5.0-0 Lg7 6.Te1 e5 7.c3 Db6 8.Pa3 La6 9.d3 Pe7 10.Le3 d5 11.ed cd 12.Da4+ Dc6 13.Dc6+ Pc6 14.Lc5 Ld3 15.Tad1 Le4 16.Pb5 Lf3 17.gf 0-0-0 18.Pd6+ Td6 19.Ld6 Td8 20.Td5 (diagram) (1-0)